# Chemin de fer Salem & Hillsborough

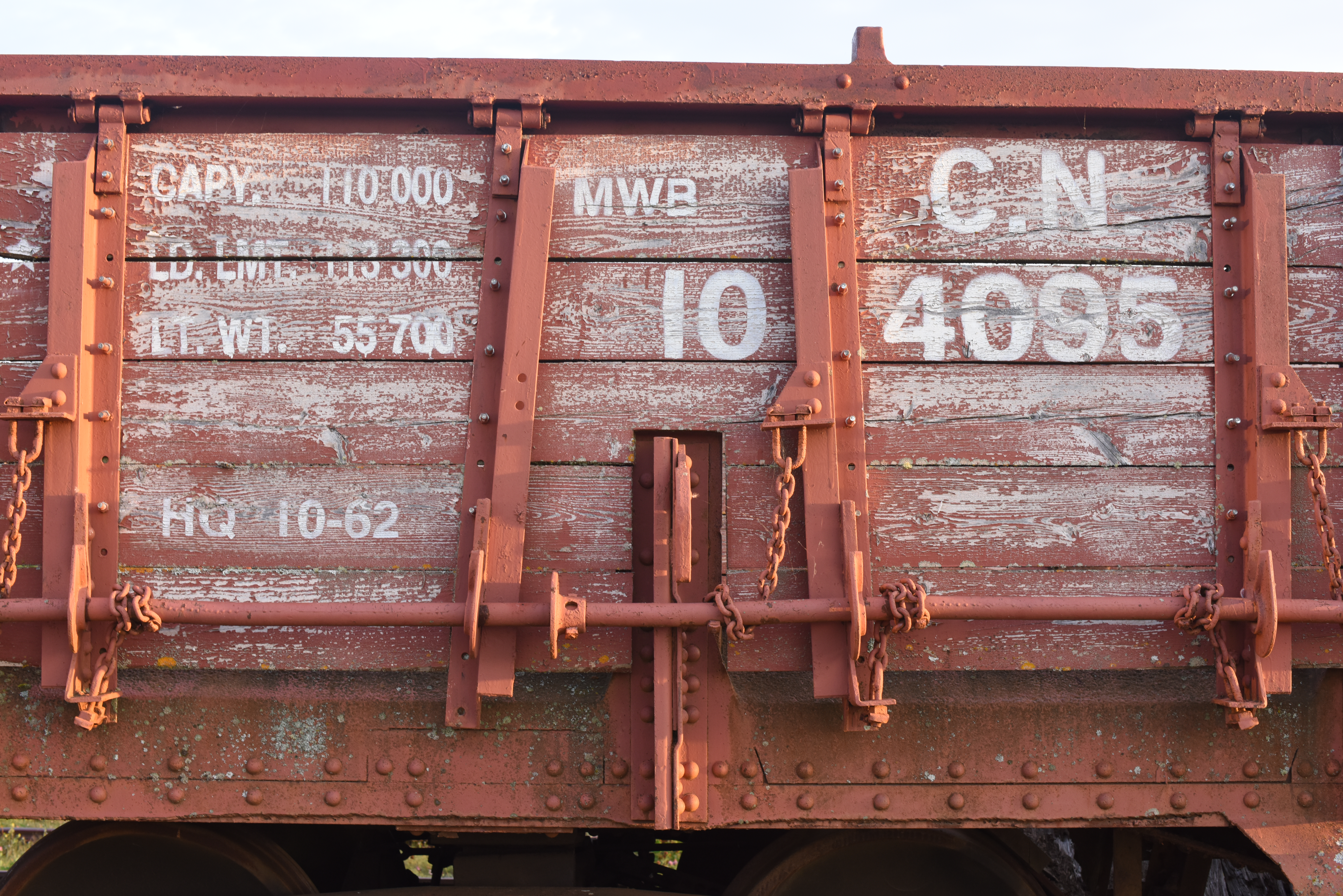
Wagon marchandise à Hillsborough au musée du Chemin de fer Salem & Hillsborough

Le chemin de fer Salem & Hillsborough (Salem & Hillsborough Railroad, S&H) est à la fois un chemin de fer touristique et un musée situé à Hillsborough, dan sla province du Nouveau-Brunswick au Canada. Son sigle de l'AAR est SHRR. Il a un écartement des rails de 1 435 mm (standard).

## Histoire
Le chemin de fer a été créé en 1982 par un groupe de bénévoles et d'employés de chemins de fer à la retraite. Ils ont pris possession d'une ancienne ligne du CN partant de la ligne principale Moncton-Saint-Jean à Salisbury, allant vers l'est jusqu'au village d'Hillsborough, soit une distance d'environ 33 kilomètres. Le Canadian National a utilisé cette ligne jusque dans les années 1970 pour desservir une carrière de gypse.
Le chemin de fer a utilisé au départ des locomotives à vapeur du 
Canadien National et du Canadien Pacifique, qui avaient été utilisées dans la province jusqu'aux années 1960, quand les deux compagnies ont converti leur flotte au diésel. De 1982 à 2004, le chemin de fer a proposé des excursions régulières ou des soupers entre Hillsborough et le hameau de Salem, situé dans les collines calédoniennes.
En 1994, un incendie criminel endommage le hangar ainsi que plusieurs locomotives et wagons,. Les efforts de reconstruction ont pris plusieurs années.
À la suite des attentats du 11 septembre 2001, les assurances du S&R ont augmentét drastiquement ; de plus, des travaux de réparation sur deux ponts du ruisseau Weldon, un tributaire de la rivière Petitcodiac, se sont révélés beaucoup trop dispendieux pour un organisme à but non lucratif ne recevant aucune aide gouvernementale.
Il n'y a plus d'excursion en train depuis 2005 et les responsables ne savent s'il pourra y en avoir de nouveau un jour, mais le musée situé dans la gare d'Hillsborough est toujours ouvert au public.